# Castillo de Liebeneck
Las ruinas del castillo de Liebeneck fueron en su día un castillo medieval situado en la parte suroeste de Heckengäu, una región boscosa al sureste del pueblo de Würm, en el distrito de Pforzheim, en el estado de Baden-Wurtemberg, al sur de Alemania. 

## Ubicación
Las ruinas del castillo están situadas en las alturas sobre el río Würm, con vistas al valle del Würm. Se encuentran en un Bannwald, un bosque protegido, a 415 metros sobre el nivel del mar. A las ruinas de Liebeneck no se puede llegar en coche; sólo se puede acceder por caminos forestales como el Ostweg.

## Historia
El castillo original fue construido probablemente en el siglo XII. Se menciona por primera vez en 1236 con motivo del traspaso del castillo y el pueblo de Würm de los señores de Weißenstein en Kräheneck al margrave Rodolfo de Baden. El castillo estaba destinado a custodiar la estación de peaje de balsas junto al río. Más tarde el castillo fue un feudo heredado de los señores de Weißenstein antes de acabar en posesión de los señores de Leutrum von Ertingen.
En 1692, durante la Guerra de Orleans, el castillo fue arrasado. En 1828 fue transferido al estado de Baden. El lugar fue entonces destruido deliberadamente para que "ninguna gentuza encontrara refugio allí" ("Gesindel dort keinen Unterschlupf findet"). De 1968 a 1977 se renovó el bergfried de 30 metros de altura.

## Sitio
Del castillo original se conservan el bergfried y varios muros que rodean el patio del castillo. El doble enceinte pentagonal con zwingers son una característica de este sitio patrimonial. Las ruinas son mantenidas por el Hochbauamt (departamento de construcción). Junto a las ruinas hay un panel informativo con información sobre el castillo.

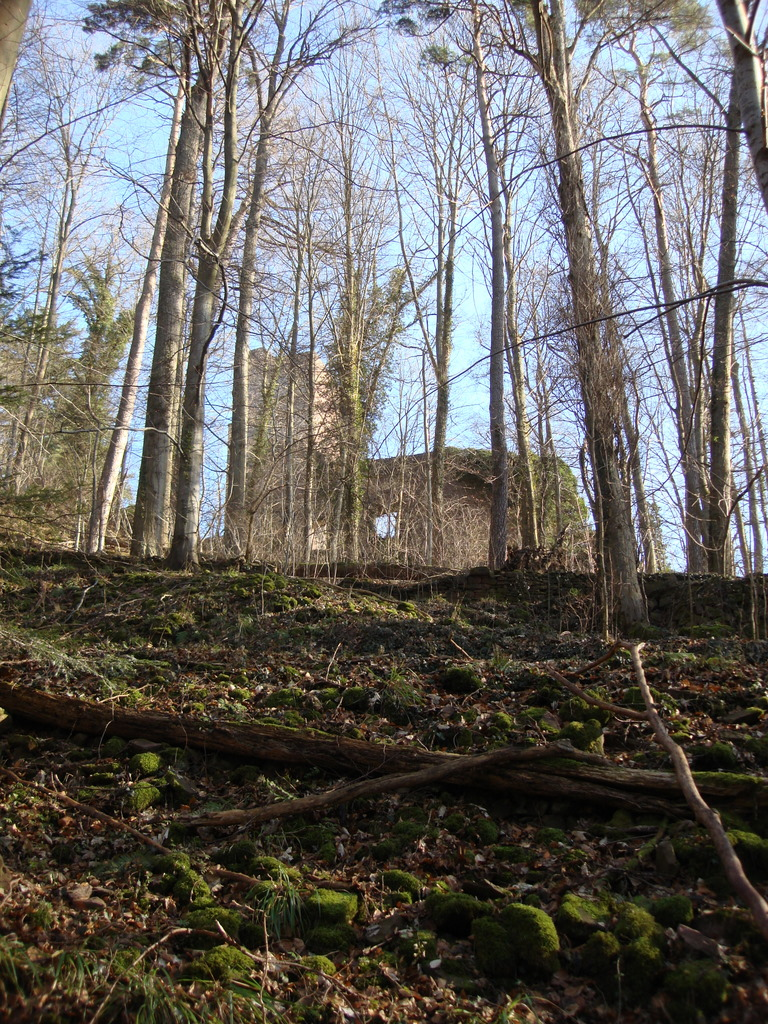
El castillo visto desde el bosque
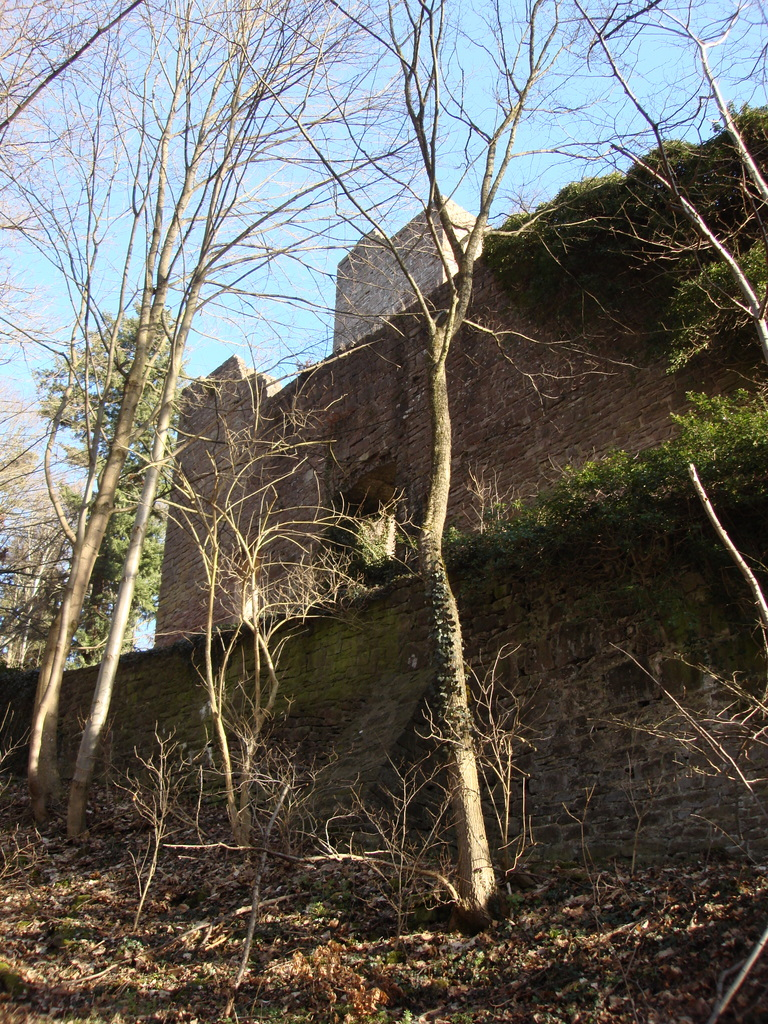
La parte trasera del castillo vista desde el bosque
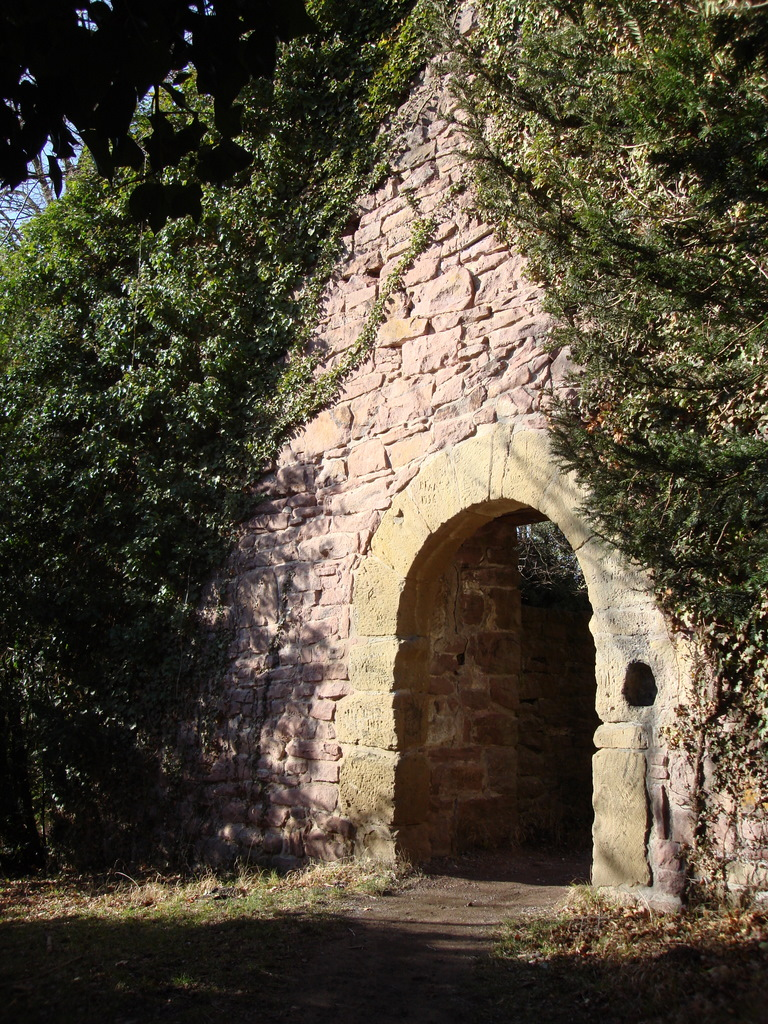
Entrada al edificio principal
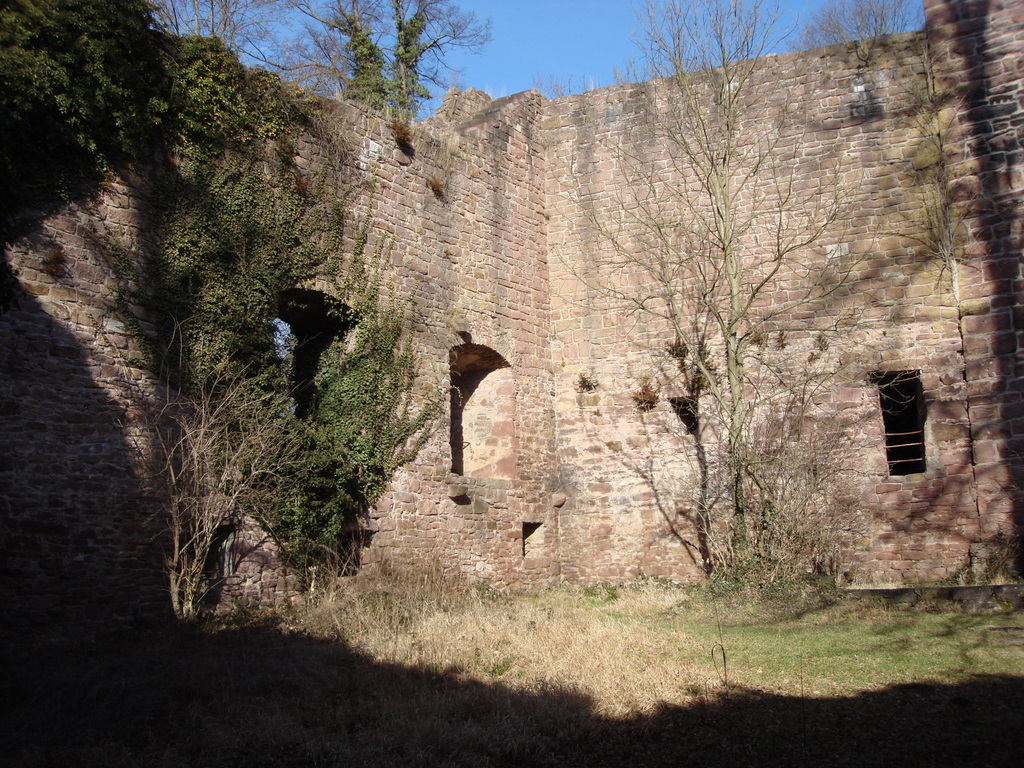
Interior del edificio principal
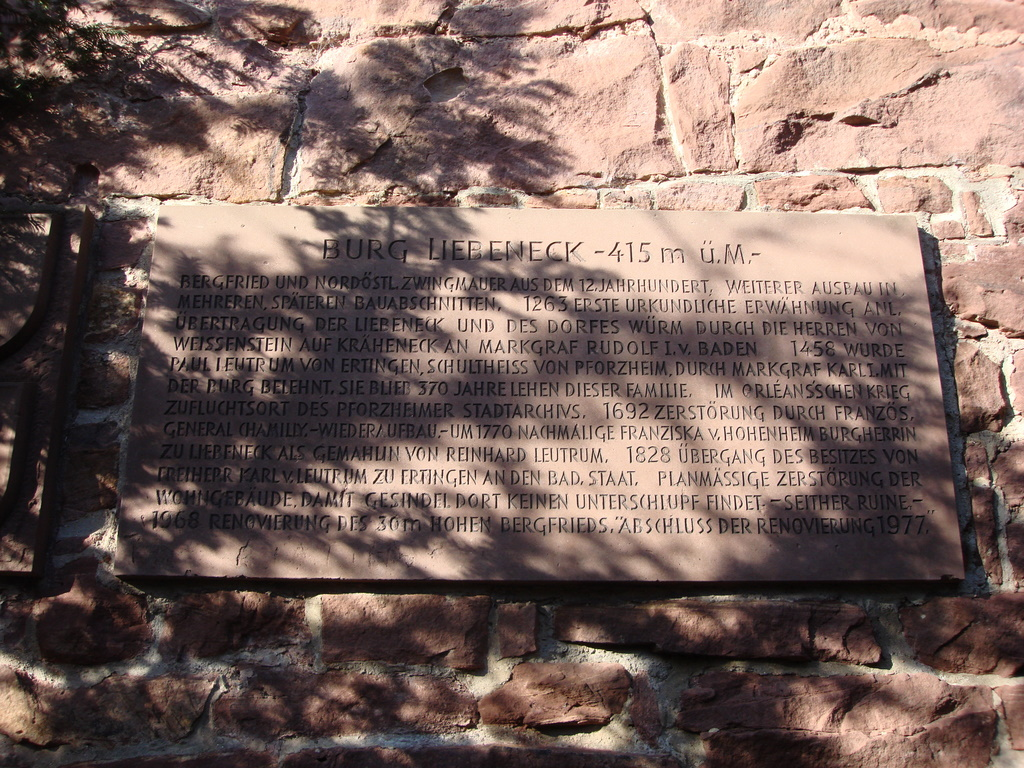
Tabla de información

## Literatura
- Friedrich-Wilhelm Krahe: Burgen des deutschen Mittelalters. Grundriss-Lexicon". Edición con licencia. Bechtermünz, Augsburgo, 1996, ISBN 3-86047-219-4.